# Beate Wagner (Journalistin)
Beate Wagner (geboren am 21. September 1970) ist eine deutsche Medizinjournalistin und Sachbuchautorin.

## Leben
Wagner hat Humanmedizin an der Charité studiert und 1999 mit der Vollapprobation abgeschlossen. Nach ihrem Volontariat war sie als Pressereferentin bei Ärzte ohne Grenzen in Berlin tätig. Seit 2003 ist sie als freie Wissenschaftsjournalistin tätig.
Mit Constanze Löffler hat sie 2005 das „Journalismus-Büro“ Medizintexte gegründet, mit dem sie regelmäßig journalistische Beiträge unter anderem für Die Zeit, Stern, Focus Gesundheit und Geo Wissen schreibt.
Wagner ist verheiratet und lebt mit ihrem Mann in Berlin. Ihre Söhne Franz und Moritz sind Basketballspieler in der NBA.

## Werk (Auswahl)
- mit Ilona Hermann und Martin Braun: Die moderne Patientenfibel: ihre Rechte gegenüber Arzt, Apotheke, Kasse und Klinik. Cornelsen Verlag, Berlin 2010, ISBN 978-3-589-23685-5.
- mit Constanze Löffler: Zivilcourage – keine Frage!: wie Sie in Notsituationen helfen. Goldmann Verlag, München 2011, ISBN 978-3-442-17207-8.
- mit Constanze Löffler und Manfred Wolfersdorf: Männer weinen nicht: Depression bei Männern. Goldmann Verlag, München 2012, ISBN 978-3-442-17320-4.
- Moritz und Franz Wagner: Glanz in ihren Augen. Ariston Verlag, München 2024, ISBN 978-3-424-20290-8.
- mit Barbara Voigt: Die weibliche Angst – Wie Mädchen und Frauen Ängste erleben und bewältigen. Beltz Verlag, Weinheim 2024, ISBN 978-3-407-86802-2.

## Auszeichnungen
- 2013: Deutschen Medienpreis Depressionshilfe für Depression – ein Tabu nur noch bei Männern? im Focus Gesundheit[6]
- 2013: Medienpreis Medizin Mensch Technik von Medtronic und Charité für Schleichender Schwund im Focus Gesundheit[7]
- 2023: Abdruck für Beiß Dich nicht durchs Leben im Hirschhausens Stern Gesund leben[8]